# 金井美紀和
金井 美紀和（かない みきわ、1968年6月2日 - ）は、日本の実業家、富士通コミュニケーションサービス株式会社代表取締役社長。

## 人物・経歴
1968年6月2日生まれ。立教大学文学部ドイツ文学科卒。1992年4月、ソキア入社。1996年4月、ジャストシステム入社。1998年6月、富士通入社。2015年4月、インフラサービス事業本部サービス企画統括部インフラサービスコンタクトセンター長。2019年4月、マネージドインフラサービス事業本部サービス企画・改善統括部部長。2020年4月、マネージドインフラサービス事業本部サービスデスク事業部長。2022年4月、富士通コミュニケーションサービス代表取締役社長。